# Debophanes areolatus
Debophanes areolatus är en stekelart som beskrevs av Ian D. Gauld 1984. Debophanes areolatus ingår i släktet Debophanes och familjen brokparasitsteklar. Inga underarter finns listade i Catalogue of Life.